# Георг III (Бриг)
Георг III фон Бриг (на немски: Georg III von Brieg; на чешки: Jiří II. Břežko-Lehnický; на полски: Jerzy III brzeski; * 4 септември 1611, Бриг; † 4 юли 1664, Бриг) от клон Лигница на рода на Силезийските Пясти, е херцог на Бриг.
През 1637 – 1639 той е щатхалтер на Бриг и след това до 1653 г. херцог на Бриг заедно с братята си Лудвиг и Кристиан. След подялбата през 1653 г. той получава Бриг, където управлява сам до смъртта си. През 1663 – 1664 г. той е също херцог на Лигница, която наследява през 1663 г. от брат му Лудвиг. След смъртта на херцог Хайнрих Венцел фон Бернщат 1639 г. той има службата „оберландесхауптман“ на Силезия.

## Живот
Георг III е най-големият син на херцог Йохан Кристиан фон Бриг (1591 – 1639) и съпругата му маркграфиня на Доротея Сибила фон Бранденбург (1590 – 1625) от род Хоенцолерн, дъщеря на курфюрст Йохан Георг фон Бранденбург (1525 – 1598) и третата му съпруга Елизабет фон Анхалт (1563 – 1607). Брат е на Лудвиг IV (1616 – 1663), херцог на Лигница (Легница), и Кристиан (1618 – 1672), херцог на Бриг.
Баща му Йохан Кристиан се жени втори път на 13 септември 1626 г. за 15-годишната Анна Хедвиг фон Зицш (1611 – 1639) и така Георг е полубрат на Август (1627 – 1679), фрайхер на Легница 1628, граф на Легница 1664, и на Зигмунд (1632 –1664), фрайхер на Легница.
Георг III се жени на 23 февруари 1638 г. в Бернщат за принцеса София Катарина фон Мюнстерберг-Оелс (* 2 септември 1601; † 21 март 1659) от род Подебради, дъщеря на херцог Карл II фон Мюнстерберг-Оелс (1545 – 1617) и Елизабет Магдалена от Силезия-Легница (1562 – 1630). Елизабет Магдалена е сестра на дядото на Георг Йоахим Фридрих и така негова братовчедка.
През 1653 г. братята наследяват херцогството Легница с Волау от умрелия им бездетен чичо херцог Георг Рудолф и разделят собствеността. Георг получава Бриг, Лудвиг – Легница и Кристиан – Волау и Олау.
Още през 1649 г. Георг чрез княз Йохан Георг II фон Анхалт-Десау е приет в литературното общество „Fruchtbringende Gesellschaft“.
Останал вдовец през 1659 г. Георг III се жени втори път на 19 октомври 1660 г. за пфалцграфиня Елизабет Мария Каролина фон Зимерн (* 23/24 октомври 1638, Зедан; † 10/22 май 1664, Бриг), дъщеря на княз Лудвиг Филип фон Пфалц-Зимерн (1602 – 1655) и принцеса Мария Елеонора фон Бранденбург (1607 – 1675) и племенница на бохемския крал Фридрих V фон дер Пфалц († 1632). Бракът е бездетен. Тя умира два месеца преди Георг. Той умира на 4 юли/14 юли 1664 г. в Бриг и е погребан в дворцовата църква. Греорг е наследен в Бриг и Легница от най-малкия му брат Кристиан.

## Деца
Георг III и София Катарина имат една дъщеря:
- Доротея Елизабет/Дорота Елзбиета (* 17 декември 1646, Бреслау; † 9 юни 1691, Диленбург), омъжена на 13 октомври 1663 г. в дворец Бриг за княз Хайнрих фон Насау-Диленбург (* 28 август 1641, Диленбург; † 18 април 1701, дворец Лудвигсбрун).